# Mike Harrington
Mike Harrington   (1964) és un programador i empresari nord-americà. És el cofundador de l'empresa de videojocs Valve. Després de l'èxit del primer producte de Valve, Half-Life (1998), Harrington va deixar Valve l'any 2000. El 2006, va cofundar el servei d'edició fotogràfica Picnik.

## Biografia

### Carrera
Anteriorment programador de jocs a Dynamix i dissenyador del sistema operatiu Windows NT a Microsoft, Harrington va fundar Valve el 1996 amb Gabe Newell, un altre antic empleat de Microsoft.
Harrington i Newell van finançar de manera privada el desenvolupament del videojoc debut de Valve, Half-Life (1998), que Harrington també va ajudar a programar. En aquells moments digué: "A Microsoft sempre et preguntes 'Tinc èxit jo o és Microsoft?' Però amb Half-Life vaig conèixer en Gabe i amb ell vam construir aquest producte i empresa des de zero." El 15 de gener de 2000, Harrington va dissoldre la seva associació amb Newell i va deixar Valve per passar temps amb la seva dona. Segons Newell, Harrington no volia arriscar un altre projecte després de l'èxit de Half-Life.
El 2006, Harrington va cofundar el servei d'edició de fotos Picnik amb l'amic i antic company Darrin Massena. Picnik va ser adquirit per Google el març de 2010. Harrington va deixar Google el març de 2011. El gener de 2012, va cofundar una altra empresa amb Massena, Catnip Labs. Harrington va ser el CTO del Comitè per a la Infància del 2016 al 2018, i va exercir com a CTO d'Amplion des de novembre de 2018 fins a març de 2020.